# Megabasis
Megabasis is een kevergeslacht uit de familie van de boktorren (Cerambycidae). De wetenschappelijke naam van het geslacht werd voor het eerst geldig gepubliceerd in 1835 door Audinet-Serville.

## Soorten
Megabasis is monotypisch en omvat slechts de volgende soort:
- Megabasis speculifera (Kirby, 1818)